# Nazionale maschile di pallacanestro di Grenada
La nazionale di pallacanestro di Grenada è la rappresentativa cestistica di Grenada ed è posta sotto l'egida della Federazione cestistica di Grenada.